# Lidowiany
Lidowiany (lit. Lyduvėnai) – miasteczko na Litwie, położone w okręgu kowieńskim i w rejonie rosieńskim, nad Dubissą. Liczy 125 mieszkańców (2001). 
Prywatne miasto szlacheckie lokowane w latach 1554–1560 roku, własność Chodkiewiczów, położone było w Księstwie Żmudzkim. 		
Dawniej miejscowość stanowiła własność Chodkiewiczów, Radzimińskich, Szemiottów i Staniewiczów. Tym ostatnim Rosjanie skonfiskowali majątek w 1831. W 1951 otwarto tu jeden z najdłuższych mostów kolejowych na Litwie. W miejscowości znajduje się zabytkowy kościół Świętych Apostołów Piotra i Pawła.